# Manuel Salvador Carmona
Manuel Salvador Carmona, né le 20 mai 1734 à Nava del Rey et mort en octobre 1820 à Madrid, est un graveur, dessinateur et illustrateur espagnol.
Deux de ses frères sont également artistes : José Salvador Carmona, sculpteur, et Juan Antonio Salvador Carmona (es), également graveur. 

## Biographie
Manuel Salvador Carmona naît le 20 mai 1734 à Nava del Rey. Il est le deuxième fils de Pedro Salvador Carmona et de María García Gómez.
À l'âge de treize ans, il se trouve à Madrid. Il reçoit ses premières leçons de sculpture et de dessin dans l'atelier de son oncle Luis Salvador Carmona (es) et dans les locaux de la Casa de la Panadería de l'Académie royale des beaux-arts Saint-Ferdinand. 
Plus tard, il étudie à Paris, apprenant la technique du burin de Nicolas-Gabriel Dupuis.
Dans l'atelier de Dupuis, il fait connaissance avec les "classiques" de la gravure française florissants dans la seconde moitié du XVIIe siècle et les premières décennies du XVIIIe siècle : Gérard Audran, Gérard Edelinck, Robert Nanteuil et les Drevet.
En 1759, il devient assistant à l'Académie royale de peinture et de sculpture, en France. Deux ans plus tard, il est admis comme membre et devient le graveur du roi Charles III. 
En 1762, il épouse Marguerite Legrand, originaire de Dijon et fille d'un fonctionnaire de l'administration française du tabac. 
La même année, avec sa réputation à son apogée, il revient à Madrid, se présentant à l'Académie avec une demande pour être nommé « directeur honoraire ». Celle-ci ne lui est pas accordée mais, en 1764, il est nommé académicien du mérite et, en 1777, à la mort de Juan Bernabé Palomino, il devient directeur de la section gravure. L'année suivante, devenu veuf, il épouse l'artiste Anna Maria Mengs, fille du peintre de cour Anton Raphael Mengs. En 1783, il devient graveur de la chambre du roi. 
Il est également enseignant. Parmi ses étudiants notables se trouvent son frère, Juan Antonio (es), José Gómez de Navia, Manuel Alegre (es), Luis Fernández Noseret et Fernando Selma (es).
Mort le 15 octobre ou le 16 octobre 1820 à Madrid, il est largement oublié quelques décennies après.

## Œuvres
- Les Vierges folles[3].
- Les Vierges sages[3].

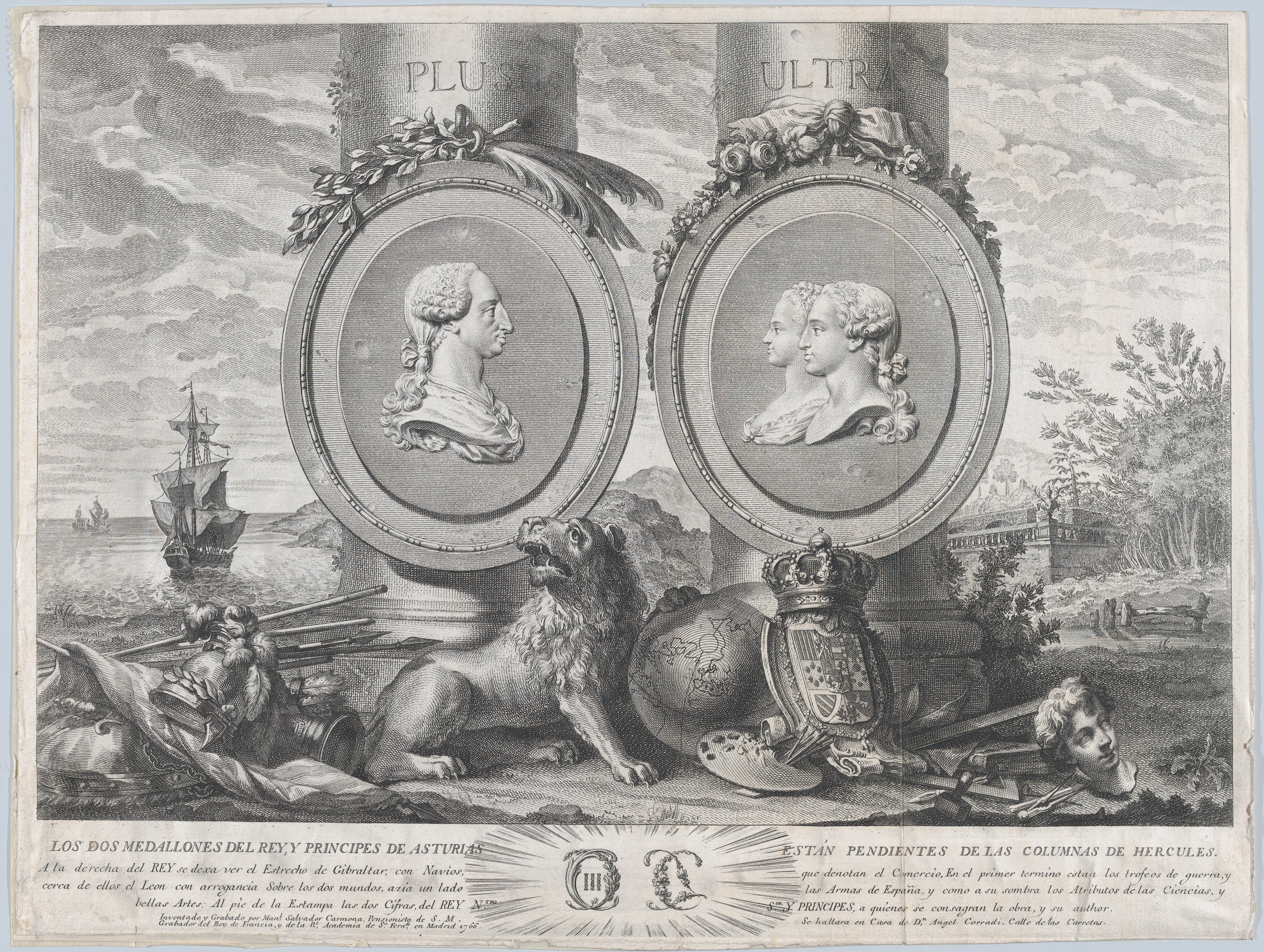
Bustes de Charles II et de Charles IV avec la reine Maria Luisa (Metropolitan Museum of Art).

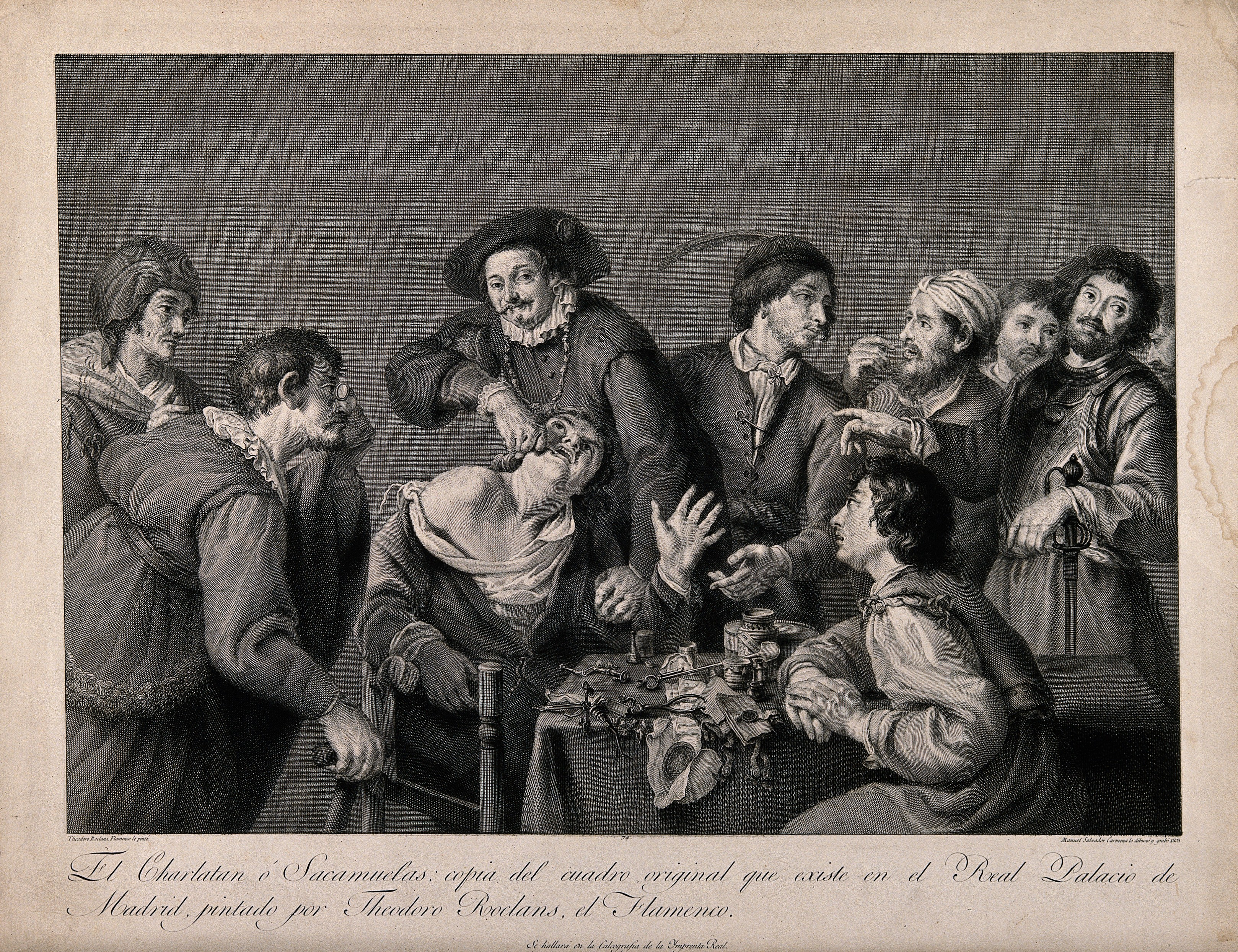
Un arracheur de dents et son patient (Wellcome Collection).

- L'adoration des bergers, d'après J. B. M. Pierre. 1756[4].
- La Sainte Vierge et l'enfant Jésus, d'après B. E. Murillo[4].
- La Sainte Vierge, les yeux levés vers le ciel et tenant dans ses bras l'enfant Jésus debout, d'après Van Dyck. 1757[4].
- La Résurrection de Notre Seigneur, d'après Carle Van Loo. 1754[4].
- Notre Seigneur apparaissant à la Madeleine, d'après Carle Van Loo. 1755[4].
- Saint Jean-Baptiste, d'après Anton Raphael Mengs. 1784[4].
- Madeleine, copie de l'estampe de G. Edelinck, d'après Ch Le Brun[4].
- La Madeleine, d'après Anton Raphael Mengs[4].
- La Madeleine, d'après Franç. Barbieri. 1754[4].
- La Tragédie, d'après Carle Van Loo[4].
- La Comédie, d'après Carle Van Loo[4].
- Pl. pour l'édition de Don Quichotte publiée à Madrid[4].
- L'Histoire écrivant les Fastes de Charles III, roi d'Espagne; allégorie, d'après Franc. Solimena[4].
- Portrait de François Boucher, peintre, d'après Roslin Sedois[4]. Description : « A mi-corps, dans un ovale architectonique. Vu de 3/4, tourné à droite, tête nue. Il est assis de côté sur une chaise dont le dossier se trouve sous son aisselle droite. Dans sa main droite, il tient un porte-crayon. Sur le dessus du socle, à gauche, sa palette et des pinceaux; à droite, une feuille de papier roulée et un carton à dessins »[5].
- Broglie, maréchal de France, vu en buste, d'après M. Loir.[4].
- Michel Cervantes[4].
- Portrait de Collin de Vermont[4].
- Espagne, Charles III[4].
- Galvez, 1781[4].
- Joseph de la Purification, carme déchaussé, d'après Velázquez[4].
- Juan[4].
- Autoportrait de Mengs (270 x 197)[4].
- Odieuvre[4].
- Prieto[4].
- Le négligé galant, d'après Ch. Coypel. 1760[4],[3].
- Amusements de la jeunesse, d'après F. Eisen[4],[3].
- Portraits d'hommes en médaillons suspendus à un Abrisseau[4].
- Une allégorie en l'honneur de Charles III d'Espagne, d'après Francesco Solimena.
- Bacchus crowning his Votaries, d'après Velázquez.
- Une Madone assise sur les nuages, d'après Murillo. 1802.
- Saint Ferdinand en prière, d'après Murillo. 1791.
- Des anges apparaissent à Marie-Madeleine, d'après Guercino.
- Portrait de Charles III, d'après Anton Raphael Mengs.
- Don Alfonso de Guzman, d'après Van Dyck.
- Triumphator mortis Christus Jésus, d'après Carle Van Loo[3].